# Saint-Bernard-de-Lacolle
Pour les articles homonymes, voir Saint-Bernard et Lacolle (homonymie).
Saint-Bernard-de-Lacolle est une municipalité située au sud-est de la municipalité régionale de comté de Les Jardins-de-Napierville au Québec (Canada), dans la région administrative de la Montérégie.

## Toponymie
Tout comme Saint-Bernard-de-Beauce, la paroisse doit son nom à Bernard-Claude Panet, 12e archevêque de Québec. De plus, le toponyme Lacolle provient de l'ancienne seigneurie à  laquelle ce territoire était rattaché, dont le nom fait référence à Daniel-Hyacinthe-Marie Liénard de Beaujeu, dit de La Colle. Il est également important de mentionner que le Curé Antoine Labelle a dirigé les destinées de la paroisse de 1863 à 1868. Les Bernardins sont également nommés, selon un blason populaire, Savanons, parce qu'un secteur de la municipalité, nommé La Savane.

## Histoire
La seigneurie de Lacolle est concédée en 1733. La municipalité de paroisse de Saint-Bernard-de-Lacolle fut implantée officiellement en 1855. 

## Géographie
À partir de son crénon, dans le sud-ouest, la rivière Lacolle coule vers le nord-est.

## Démographie
| 1991  | 1996  | 2001  | 2006  | 2011  | 2016  | 2021  |
| ----- | ----- | ----- | ----- | ----- | ----- | ----- |
| 1 509 | 1 544 | 1 499 | 1 537 | 1 477 | 1 549 | 1 542 |

Langue maternelle (2006))
| Langue              | Population | Pct (%) |
| ------------------- | ---------- | ------- |
| Français seulement  | 1,295      | 86.91%  |
| Anglais seulement   | 105        | 7.05%   |
| Français et anglais | 10         | 0.67%   |
| Autres langues      | 80         | 5.37%   |

## Administration
Les élections municipales se font en bloc pour le maire et les six conseillers. Depuis 1857, 14 élus se sont succédé à la mairie de la municipalité de Saint-Bernard-de-Lacolle.
| Saint-Bernard-de-Lacolle Maires depuis 2001                                                                          |               |             |          |
| Élection | Maire         | Qualité     | Résultat |
| 2001 | André Garceau |             | Voir     |
| 2005 | André Garceau | Voir        |          |
| 2009 | Robert Duteau |             | Voir     |
| 2013 | Robert Duteau | Voir        |          |
| 2017 | Robert Duteau | Voir        |          |
| 2021 | Estelle Muzzi | Conseillère | Voir     |
| Élection partielle en italique Depuis 2005, les élections sont simultanées dans toutes les municipalités québécoises |               |             |          |